# Sigismund Büttner
Sigismund Büttner (* 1691 in Mellrichstadt; † 23. Mai 1742 in Würzburg) war ein deutscher Augustinerpater, Philosoph und Theologe.

## Leben
Büttner besuchte das Gymnasium der Augustiner in Münnerstadt. Nachdem er das Gymnasium abgeschlossen hatte, trat er 1710 in den Augustinerorden ein. Sein Noviziat absolvierte er am Augustinerkloster in Oberndorf am Neckar. Dort wurde er in Philosophie unterrichtet. Anschließend studierte er an den Klöstern in Konstanz und Freiburg Theologie. Dabei zeigte er solch gute Leistungen, dass er 1716 zum Novizenmeister der Provinz ernannt wurde. Büttner wurde zudem Lehrer der Philosophie an den Klöstern in Freiburg, Oberndorf und Würzburg. In Würzburg wurde er 1722 auch zum Lehrer der Theologie ernannt und galt als besonders fundierter Kenner der Lehre des Augustinus.
Büttner konnte sich 1726 als Prior des Klosters in Würzburg durchsetzen. Er machte sich dabei durch seine Organisationsfähigkeit und die Durchsetzung der Ordensregeln verdient. Durch den Ordensgeneral Bellelli wurde er deshalb 1731 zu dessen Stellvertreter beim Provinzialkapitel ernannt. 1733 reiste er als Generaldefinitor nach Rom, ein Jahr darauf, 1734, erfolgte seine einstimmige Wahl zum Provinzial. In dieser Position führte er Reformen im Orden durch und ließ Cantualia in usum Monasteriorum Augustinianorum Provinciae Rheno-Suevicae drucken. Durch den Kardinal André-Hercule de Fleury wurde es ihm ermöglicht 1737 eine Visitation der Klöster im Elsaß durchzuführen. Auf dem Provinzkapitel in Landau in der Pfalz 1737 legte er sein Amt nieder. Anschließend zog er sich als Prior in das Kloster in Würzburg zurück, in dem er schließlich auch starb.

## Werke (Auswahl)
- Augustinus de vero disputans, Handler, Freiburg im Breisgau 1719.
- Scientia media in triplici sensu vindicata, Handler, Freiburg im Breisgau 1719.
- Sanctus Augustinus gratiae divinae assertor, interpres et vindex, Engmann, Würzburg 1724.
- Perpetuum divinae provindentiae miraculum in monarchico ecclesiae militantis regimine, Würzburg 1725.